# Обикновен бук
Обикновеният бук (Fagus sylvatica) е вид растение от семейство Букови (Fagaceae). Това са големи дървета, разпространени в по-голямата част от Европа и е един от основните лесообразуващи видове.

## Разпространение
В България е широко разпространен в планините и предпланините от 150 до 1900 m н.в.

## Описание
Дърво от първа величина-достига височина до 30, рядко 49 m и диаметър на стъблото до 2 m (само в резерватите). Кората е сива и гладка, в някои случаи напукана. Пъпките много едри, вретеновидни, канелено кафяви, силноотстоящи от клонките; листата са яйцевидни или обратнояйцевидни, до 12 cm дължина, отгоре лъскави и тъмнозелени, цветответе еднополови, разположени еднодомно и събрани в сферични съцветия, развиват се едновременно с разлистването; плодовете тристенни орехчета поместени в купула, покрита с шиловидни израстъци. Плодовете са отровни, когато се консумират в сурово състояние и в голямо количество, тъй като съдържат алкалоида „фагин“. Букът има плитка коренова система, поради което при него се наблюдават повреди от ледовал и снеговал.

## Галерия
- Fagus sylvatica – Museum specimen